# 德里克·米勒
德里克·米勒（英語：Derek Miller，1936年2月14日—），英国男子曲棍球运动员。他曾代表英国国家队参加1960年和1964年夏季奥林匹克运动会曲棍球比赛，分别获得第四名和第九名。